# Piccolo Teatro
45°27′59″ пн. ш. 9°11′05″ сх. д. / 45.466388888889° пн. ш. 9.1847222222222° сх. д.
Piccolo Teatro — драматичний театр в Мілані. Одна з установ, що носять почесне звання театру Європи.

## Історія
Створений Джорджо Стрелером і Паоло Грассі в 1947 році. Відкрився спектаклем «На дні» М. Горького 14 травня 1947 року. У тому ж році вийшла друга постановка, що на довгі роки стала візитною карткою театру, — «Слуга двох панів» К. Гольдоні. Художнім і ідейним керівником театру був Дж. Стрелер. У 1968—1972 роках він працював з іншою трупою, але повернувся в театр.
З 50-х років співпрацював зі сценографом Л. Даміані. У театральному ансамблі виступали видатні актори: Т. Карраро, В. Кортес, В. Фортунато, М. Моретті.